# Aeroportul Marakei
Aeroportul Marakei (IATA: MZK, ICAO: NGMK) este un aeroport din Rawannawi⁠(d), Kiribati ce deservește zona Marakei⁠(d). A fost numit după zona deservită.
Situat la o altitudine de 3 m, aeroportul dispune de o singură pistă.